# Cheiracanthium joculare
Cheiracanthium joculare is een spinnensoort uit de familie Cheiracanthiidae.
De wetenschappelijke naam van de soort werd in 1910 gepubliceerd door Eugène Simon.